# Jenő Janovics
Dans le nom hongrois Janovics Jenő, le nom de famille précède le prénom, mais cet article utilise l’ordre habituel en français Jenő Janovics, où le prénom précède le nom.
Jenő Janovics, né le 8 décembre 1872 à Ungvár et mort le 16 novembre 1945 à Kolozsvár, est un acteur, réalisateur et scénariste du cinéma muet hongrois.

## Biographie
Jenő Janovics réalisa une trentaine de films entre 1913 et 1920. Il fut le fondateur de la société de production Corvin Film, élément moteur dans le cinéma hongrois de l'époque et qui incluait Alexander Korda.

## Filmographie partielle
- 1913 : The Yellow Foal (en)
- 1914 : Bánk bán (scénario + acteur)
- 1916 : Mágnás Miska
- 1916 : Tales of the Typewriter (en)
- 1916 : Struggling Hearts (en)

## Crédit d'auteurs
- (en) Cet article est partiellement ou en totalité issu de l’article de Wikipédia en anglais intitulé « Jenő Janovics » (voir la liste des auteurs).